# Israelite Bay
Israelite Bay (33°36′36″S 123°52′34″E / -33.61, 123.876, código postal: 6452) es una bahía y  localidad en la costa sur de Australia Occidental - mencionado con frecuencia en los informes meteorológicos de la Oficina de Meteorología como marcador geográfico - que no tiene un registro climático.
Situado en la Comarca del área de Esperance, se encuentra al este de Esperance - y donde comienza el extremo occidental de la Gran Bahía Australiana.
Era el sitio de una estación telegráfica significativa en el año 1900.
El grupo de islas del este del archipiélago de La Recherche está cerca de Israelite Bay.